# منزل نيما يوشيج (نور)
منزل نيما يوشيج (بالفارسية: خانه نیما یوشیج) هو منزل تاريخي يعود إلى عصر القاجاريون، ويقع في مقاطعة نور.